# ديزيري سكوت
ديزيري سكوت (31 يوليو 1987 بوينيبيغ في كندا - ) هي لاعبة كرة قدم كندية في مركز الوسط، شاركت في الألعاب الأولمبية الصيفية 2016 والألعاب الأولمبية الصيفية 2012. وشاركت مع منتخب كندا لكرة القدم للسيدات ومنتخب كندا تحت 17 سنة للسيدات لكرة القدم ‏ ومنتخب كندا تحت 20 سنة للسيدات لكرة القدم. أما مع النوادي، فقد لعبت مع نادي كانساس سيتي وNotts County Ladies F.C. ‏ وVancouver Whitecaps FC (women) ‏.

## وصلات خارجية
- ديزيري سكوت على موقع الاتحاد الدولي (مؤرشف)  (الإنجليزية)
- ديزيري سكوت على موقع الاتحاد الأوربي (الإنجليزية)
- ديزيري سكوت على موقع قاعدة بيانات كرة القدم.إي يو (الإنجليزية)
- ديزيري سكوت على موقع Soccerway.com (الإنجليزية)
- ديزيري سكوت على موقع اللجنة الأولمبية الدولية (الإنجليزية)
- ديزيري سكوت على موقع أوليمبيديا (الإنجليزية)
- ديزيري سكوت على موقع اللجنة الأولمبية الكندية (الإنجليزية)